# Société des études camusiennes
La Société des études camusiennes (SEC) est une association loi de 1901 fondée en 1982, à l'occasion du Colloque de Cerisy-la-Salle, par Jacqueline Lévi-Valensi et Raymond Gay-Crosier, et présidée par elle de 1982 à 2004.
La Société des études camusiennes réunit, d’une part, les lecteurs, amateurs ou professionnels de l'œuvre d'Albert Camus, et d’autre part diffuse la pensée du Prix Nobel 1957 à travers son site Web et un bulletin papier envoyé à ses adhérents, y compris ceux des sections nord-américaine et japonaise.
Depuis 2020 elle est présidée par Anne Prouteau,, maître de conférences à l'université catholique de l'Ouest qui succède à Agnès Spiquel, professeur émérite de littérature française à l'université de Valenciennes. L'association comporte trois postes de vice-président : un français, un nord-américain et un japonais.
L'association promeut l'œuvre de Camus en la mettant en lumière en intervenant dans la presse, auprès des institutions et en organisant des conférences,.